# Harpalejeunea grandis
Harpalejeunea grandis là một loài Rêu trong họ Lejeuneaceae. Loài này được Grolle & Reiner, Maria Elena mô tả khoa học đầu tiên năm 1999.